# Sri Dalada Maligawa
Sri Dalada Maligawa ali tempelj relikvije svetega zoba je budistični tempelj v mestu Kandi na Šrilanki. Stoji v kraljevem palačnem kompleksu nekdanjega Kandijskega kraljestva in je v njem nameščena relikvija. Od antičnih časov je relikvija igrala pomembno vlogo v lokalni politiki, saj se domneva, da tisti, ki ima relikvijo, upravlja državo. Kandi je bila zadnja prestolnica kraljev Šrilanke in je na seznamu Unescove svetovne dediščine predvsem zaradi templja.
Bikuji (menihi) iz dveh vasi Malwatte in Asgiriya vsakodnevno častijo v notranji sobi templja. Rituali se izvajajo trikrat dnevno: ob zori, opoldne in zvečer. Ob sredah je simbolično kopanje relikvije z zeliščnim pripravkom iz dišeče vode in dišečih cvetov, imenovano Nanumura Mangallaya. Verjamejo, da ta sveta voda vsebuje zdravilne moči, zato jo razdelijo med prisotne.
Tempelj je utrpel škodo zaradi bombnih napadov Tamilskih tigrov leta 1998, vendar je bil vsakič v celoti obnovljen. 

## Zgodovina
Po doseženi nirvani Gautama Bude je bil v Kalingi ohranjen njegov zob kot relikvija, ki sta jo princesa Hemamali in njen mož, princ Dantha, prinesla na otok po navodilih njenega očeta kralja Guhasive.  Pristali so na otoku v Lankapattani med vladanjem Sirimeghavanna iz Anuradhapura (301-328) in mu predali relikvijo. Kralj jo je shranil v samostanu Megagari Vihara (današnja Isurumuniya) v Anuradhapuri. Za zaščito relikvije je bila odgovorna monarhija, zato je v preteklih letih njeno skrbništvo postalo simbol pravice do vladanja. Zato so vladarji za relikvijo gradili templje, ki so bili blizu njihovim kraljevim rezidencam. Tako je veljalo v času kraljestva Polonnaruwa in Dambadeniya. V dobi kraljestva Gampola je bila relikvija nastanjena v samostanu Niyamgampaya Vihara. V pesmih poslancev, kot so Hamsa, Gira in Selalihini, piše, da je bil tempelj relikvije Budovega zoba v mestu Sri Jayawardenepura Kotte, ko je bilo tam ustanovljeno kraljestvo Kotte.
V času vladavine Dharmapale v Kotteju je bila relikvija skrita v samostanu Delgual Vihara v Ratnapuri, v brusilnem kamnu. Ta je bil prinesen v Hiripitiye Diyawadana Rala in Devanagala Rathnalankara Thera. Kralj Vimaladharmasuriya I. je za relikvijo zgradil dvonadstropno zgradbo, a stavbe zdaj ni več.  Leta 1603, ko je Portugalska napadla Kandi, je bila prenesena v Meda Mahanuwara v Dumbarah. Odkrita je bila v času Rajasinha II. in poročali so, da je ponovno vzpostavil prvotno stavbo ali zgradi nov tempelj. Današnji tempelj je zgradil Vira Narendra Sinha. Osmerokotna Pattirippuwa in jarek sta bila dodana med vlado Sri Vikrama Rajasinha. Kraljevemu arhitektu Devendri Moolacharyi pripisujejo Pattirippuwo. Prvotno jo je kralj uporabil za rekreacijske dejavnosti, kasneje pa je bila namenjena relikviji, zdaj je v njej tempeljska knjižnica.
Tempelj je bil zgrajen v več delih med letoma 1687 in 1782. Od zunaj izstopa samosvoj stolp; trenutno hrani knjižnico. Glavni kompleks, v katerem je več svetišč, je sestavljen iz treh nadstropij. V tretjem nadstropju se nahaja Zlato svetišče, pred katerim se romarji zberejo, da bodo častili sveti zob. Sredi svetišča je dostop do prostora, kjer se hrani relikvija pod sedmimi zlatimi dagobami. Svetišče se odpira trikrat na dan eno uro: zjutraj, opoldan in zvečer. Poleg tega se zob enkrat na teden očisti. Ali je to izvirnik, je vprašljivo, ker iz varnostnih razlogov obstaja več kopij zoba. V templju zoba je tudi Muzej Sri Dalada. Predstavlja zgodovino zoba in prikazuje številna darila romarjev.
Tempelj je bil dvakrat napaden, leta 1989 Janatha Vimukthi Peramuna , nato pa leta 1998 militantna organizacija Osvobodilni tigri Tamilskega Eelama.

## Arhitektura
Opečen zid, ki poteka vzdolž jarka in jezera Bogambara, je znan kot zid vodnih valov. Luknje v tem zidu so zgrajene za svetilke iz kokosovega olja. Glavna vhodna vrata, ki ležijo nad jarkom, se imenujejo Mahawahalkada. Ob vznožju stopnic Mahawahalkade se nahaja Sandakada pahana, ki je izrezljana v kandijskem arhitekturnem slogu. Mahawahalkada je bila popolnoma uničena v bombni eksploziji leta 1998 in kasneje s predelavo sandakada pahane ponovno predelana z drugimi kamnitimi rezbarijami. Na obeh straneh vhoda so v kamnu upodobljeni sloni. Makara (morska boginja) Torana (prostostoječ okrasni ali obokan prehod za ceremonialne namene) in dva stražarja sta postavljena na stopnišče.
Soba Hewisi bobnarjev je pred glavnim svetiščem. Dve nadstropji glavnega svetišča so znani pod imenom Palle malaya (spodnje nadstropje) in Udu malaya (zgornje nadstropje) ali Weda hitina maligawa. Vrata Weda Hitana Maligawa so izrezljana v slonovini. Prostor, ki hrani relikvijo, je znan kot Handun kunama.
Zlati nadstrešek nad glavnim svetiščem, ki ga je leta 1987 zgradil premier Ranasinghe Premadasa in zlata ograja, ki obkroža glavno svetišče, so druge pomembne značilnosti. Relikvija je zaprta v sedmih zlatih skrinjicah z vdelanimi dragocenimi dragimi kamni. Skrinjice imajo obliko stupe (dagobe). V istem prostoru je prikazana tudi skrinja, ki se uporablja med procesijo Esala Perahera.